# غادة عويس
غادة عويس (مواليد 6 نوفمبر 1977، بيروت) مذيعة ومقدمة ومنتجة أخبار وصحفية لبنانية تعمل في قناة الجزيرة الفضائية منذ 2006م.

## حياتها
ولدت في بيروت لعائلة مسيحية مارونية، وهي حاصلة على شهادة البكالوريوس في الإعلام من الجامعة اللبنانية بتخصص إذاعة وتلفزيون عام 1999م، وعملت مذيعة و مراسلة ميدانية لقناة ANB اللبنانية للفترة من 2004 وحتى 2006. تلقت دورة تدريبية مع هيئة الإذاعة والتلفزيون البريطانية بي بي سي في لندن عام 2004م. ودورة تدريبية مع بي بي سي في بيروت عام 2005م. كانت قد عملت قبل ذلك كمذيعة ومراسلة ميدانية لتلفزيون الجديد سنة 2001 وحتى 2004، وصحفية ومراسلة لمجلة الأفكار للفترة من 2000 إلى 2001, بالإضافة إلى معدة ومقدمة برامج لإذاعة صوت لبنان للفترة من 1999 – 2000.

## قناة الجزيرة
التحقت غادة عويس بقناة الجزيرة كمذيعة أخبار وبرامج في 26 أبريل 2006. يُذكر أن غادة عويس قد اشتهرت من خلال تقديم كل نشرات الأخبار والبرامج السياسية على قناة الجزيرة، وقد اشتهرت أيضا بمشاركتها في عدد من التغطيات الخاصة لقناة الجزيرة من بينها:
- الحوار اللبناني من الدوحة في مايو - أيار 2008.
- وتغطية عين على السودان من الخرطوم في يونيو - حزيران عام 2008.
- كانت غادة المذيعة الأولى التي دخلت قطاع غزة مع قناة الجزيرة بعد الحرب الإسرائيلية على غزة هناك لتقدم تغطية خاصة يومية للأوضاع بعد الحرب على غزة لما يقرب من الشهر خلال يناير - فبراير 2009.
- كما قدمت على شاشة الجزيرة أكثر من مرة نشرة الأخبار المغاربية من الرباط.
- قدمت تغطية خاصة للاستفتاء على انفصال جنوب السودان من الخرطوم أجرت خلالها حواراً حياً مع الرئيس السوداني عمر البشير في يناير 2011.
- قامت بتغطية الانتخابات الرئاسية في اليمن في فبراير 2012 حيث أدارت حواراً هو الأول من نوعه مع الفريق علي محسن الأحمر قائد الفرقة الأولى مدرع الذي دعم ثورة الشباب اليمنية، كما قدمت نوافذ حية وتقارير من صنعاء.
- أجرت حواراً مع البطريرك الماروني بشارة الراعي في صيف 2012 كما قامت بتغطية زيارة بابا الفاتيكان للبنان في ذات الفترة.
- في مارس من عام 2013 قدمت غادة عويس نوافذ ميدانية من مدينة حلب في شمال سوريا مواكبة للذكرى الثانية لاندلاع الثورة السورية.

## روابط خارجية
- غادة عويس على تويتر.
- غادة عويس على إنستغرام